# Rood vlees

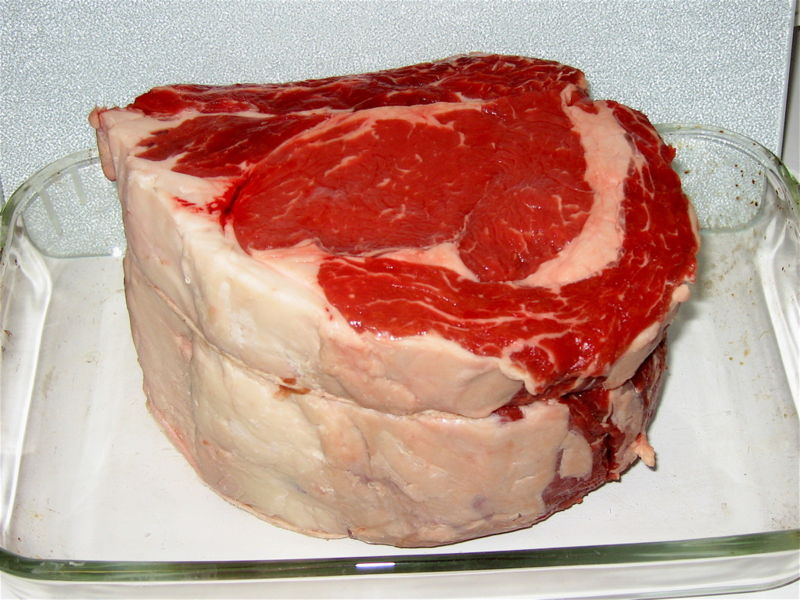
Rundvlees

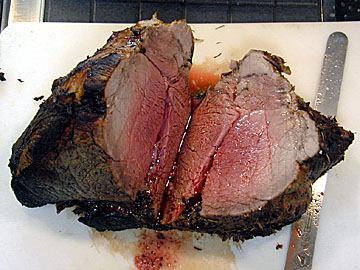
Rosbief

Rood vlees is een benaming voor het spiervlees van zoogdieren, zoals runderen, varkens (onder andere wilde zwijnen), schapen, geiten en paarden.
Rood vlees onderscheidt zich van wit vlees en van orgaanvlees:
- Wit vlees is het spiervlees van pluimvee, ander gevogelte, en reptielen. Het onderscheidt zich van rood vlees door een lagere concentratie myoglobine in spiervezels. De rode kleur van myoglobine zorgt voor de kleur.
- Orgaanvlees is het vlees van de inwendige organen (de ingewanden) van een geslacht dier.

Rood vlees bevat relatief veel myoglobinerijke dunne 'slow twitch' spiervezels (type I spiervezels) met hoge aerobe capaciteit (met veel mitochondriën), die langdurig kunnen werken, zonder rustperiode. Dit spierweefsel wordt vaak gebruikt voor langdurige activiteiten als wandelen, staan of vliegen.
Wit vlees is relatief rijk aan brede 'fast twitch' vezels (type II spiervezels) met hoge anaerobe capaciteit, die in het algemeen in korte, snelle uitbarstingen werken. Het bevat relatief veel glycogeen (dat licht van kleur is) en relatief weinig myoglobine.
In een culinaire of culturele context is rood vlees donkerder gekleurd vlees, in tegenstelling tot wit vlees. Het vlees van jonge zoogdieren, zoals kalveren, lammeren en biggen wordt in gastronomische kringen beschouwd als wit, terwijl het vlees van eenden, duiven, struisvogels, emoes en ganzen soms onder rood vlees wordt geklasseerd. Vlees van kip of kalkoen heeft vaak meer myoglobine dan kalfsvlees of varkensvlees.

## Gezondheidsrisico's
Studies hebben uitgewezen dat er gezondheidsrisico's kleven aan de frequente consumptie van rood vlees, waaronder verschillende vormen van kanker (zoals maag-, blaas-, darmkanker en prostaatkanker), hart- en vaatziekten, diabetes, hypertensie, artritis en obesitas.
In maart 2012 verscheen een Amerikaanse studie, waarin geconcludeerd werd dat het dagelijks eten van rood vlees de levensverwachting kan bekorten. In 2018 publiceerde het WCRF een onderzoek waarin aangetoond werd dat rood vlees (evenals bewerkt vlees) het risico op darmkanker verhoogt.
Het alfa-galsyndroom is een allergische reactie na het eten van rood vlees door mensen die via een tekenbeet met galactose-alfa-1,3-galactose besmet zijn.
Het heemijzer dat vlees een rode kleur geeft, beschadigt de darmwand met uiteindelijk wondjes tot gevolg. Als die niet genezen, kunnen het tumoren worden. Het Nederlandse Voedingscentrum adviseert om die reden om wekelijks niet meer dan driehonderd gram rood vlees te verorberen.